# كانتون فرانسيسكو دي أوريلانا
كانتون فرانسيسكو دي أوريلانا (بالإنجليزية: Francisco de Orellana Canton) هو كانتون في الإكوادور، يتبع مقاطعة أوريينا، عاصمته Puerto Francisco de Orellana ‏، ينقسم إلى رعية حضرية، و12 أبرشية ريفية.

## السكان
حسب التعداد الإكوادوري لعام 2010، بلغ عدد سكانه 72795 والمجموعات العرقية كالتالي:
| العرقية               | النسبة |
| --------------------- | ------ |
| ميستيثو               | 95.5%  |
| اللاتينيون            | 5.1%   |
| الإكوادوريون الأفارقة | 6.8%   |
| مونتوبيو              | 1.7%   |
| السكان الأصليون       | 26.7%  |
| أخرى                  | 0.3%   |